# Iomega Clik!
Iomega Clik! ist der Markenname eines ab 1999 angebotenen Wechselmediums von Iomega mit 40 MB Speicherplatz. Das Medium funktionierte nach demselben Prinzip wie Diskettenlaufwerke und Festplatten, das heißt die Datenbits wurden magnetisch auf einer rotierenden Platte gespeichert. Die Medien hatten einen Durchmesser von 5 cm, wogen 16 g und hatten eine durchschnittliche Zugriffszeit von 25 ms. Sie konnten wiederbeschrieben und per Passwort, mit Hilfe der mitgelieferten Software, schreibgeschützt werden.
Das Iomega clik! Laufwerk gab es in zwei Varianten: als PC-Version, die mit einem Akku ausgestattet, Flash-Speicherkarten auf das clik! Medium kopieren konnte und einen USB-Anschluss besaß, sowie als PCMCIA-Karte für den Laptop.
Durch das gleichzeitige Aufkommen von USB-Sticks und Speicherkarten konnte sich clik! als Medium nicht durchsetzen. Es wurde unter anderem 2000 in der Digitalkamera Agfa ePhoto CL30 Clik! und dem MP3-Player HipZip von Iomega als Speichermedium genutzt.

## Galerie

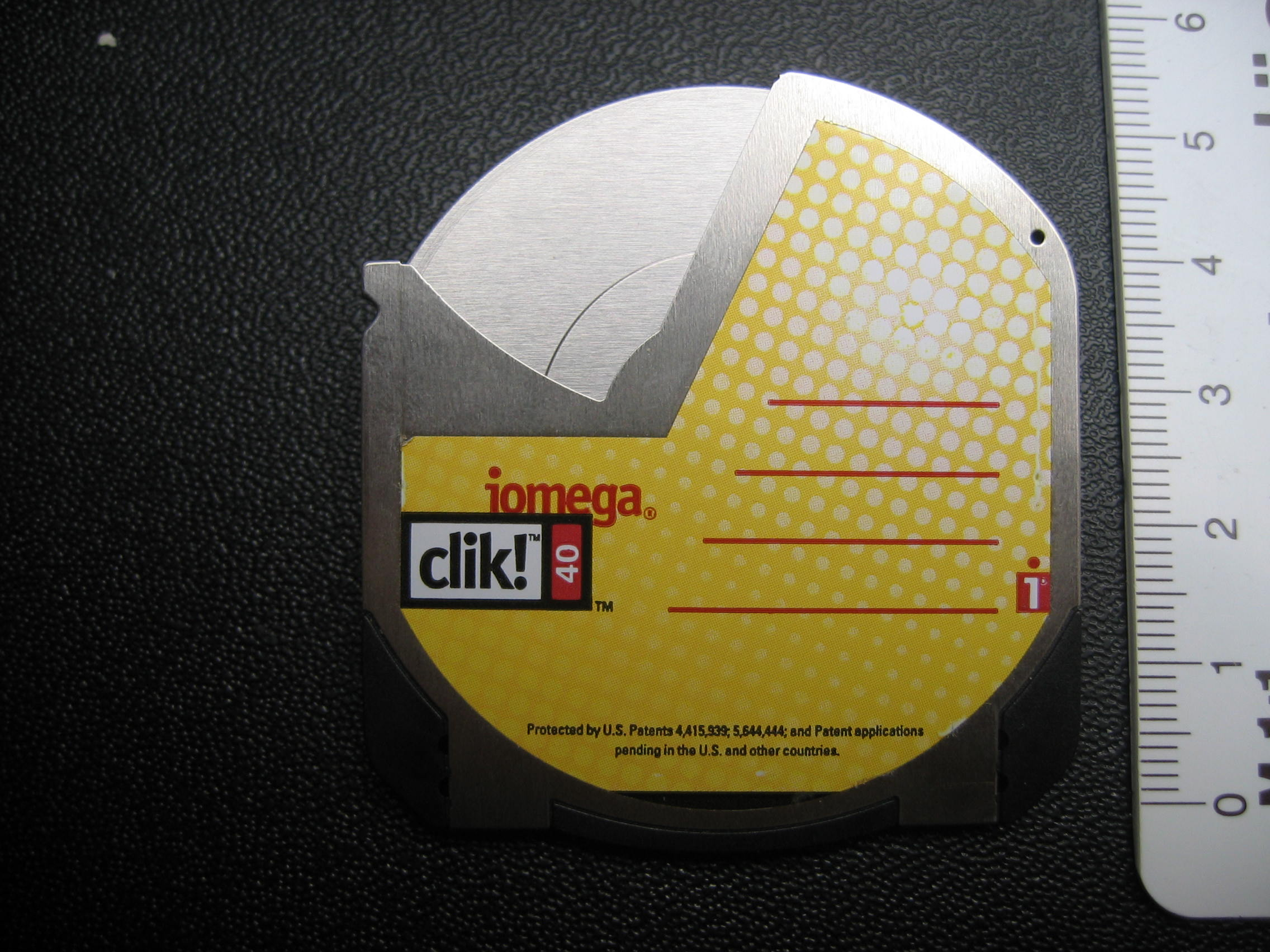
Iomega clik!-Medium
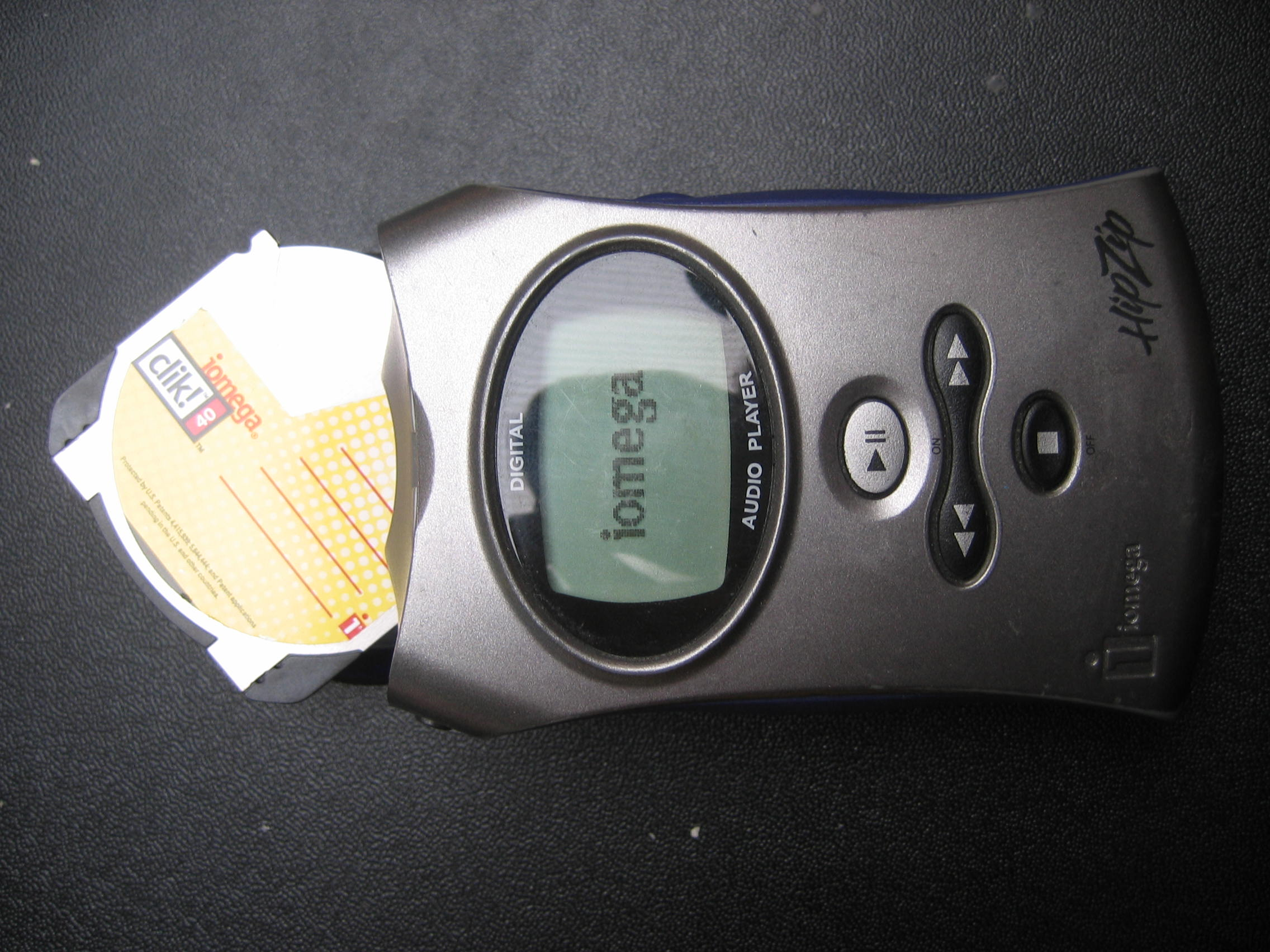
Iomega HipZip MP3-Player mit clik!-Medium
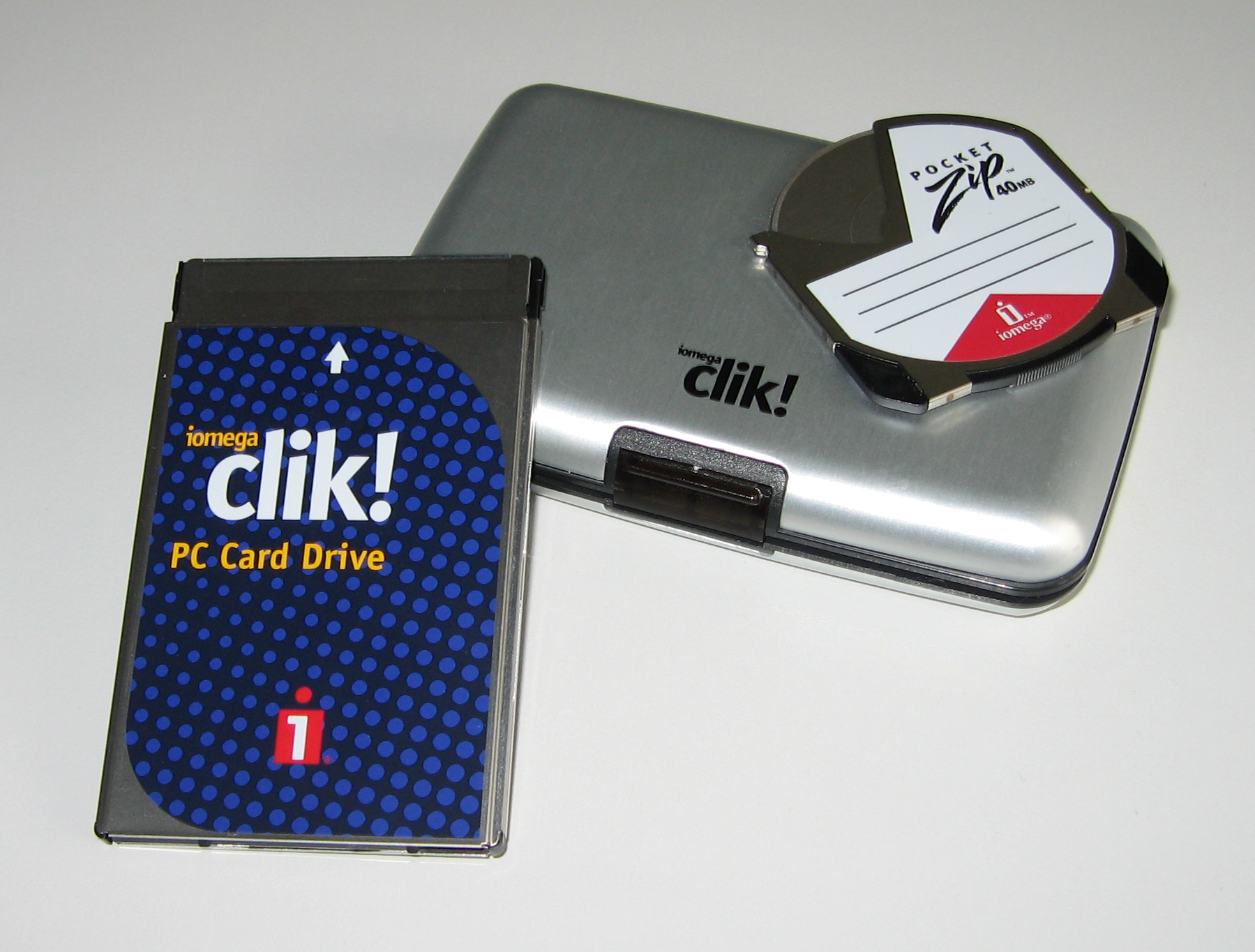
PCMCIA-Karte mit clik!-Medium und Aufbewahrungsbox

## Weitere Iomega-Produkte
- Iomega Zip
- iomega Jaz
- iomega REV